# كأس تونس 2002–03
كأس تونس لكرة القدم 2002-2003 هو الموسم رقم 46 منذ الاستقلال وال71 منذ إنشائه من كأس تونس لكرة القدم.

فاز بهذا الموسم الملعب التونسي، وجاء ثانيا النادي الإفريقي.

## روابط خارجية
- الموقع الرسمي للجامعة التونسية لكرة القدم.